# Quédate conmigo (canción de José Luis Perales)
Quédate conmigo es un sencillo del cantautor español José Luis Perales del álbum Quédate conmigo. Fue lanzado en 1993, por la discográfica Sony Music bajo el sello Columbia Records.

## Lista de canciones
| Lado A |                   |          |  |
| N.º    | Título            | Duración |  |
| 1.     | «Quédate conmigo» |          |  |

## Créditos y personal

### Músicos
- Arreglosy programación: Juan R. Márquez
- Fliscorno y flautas: Tony Concepción
- Trombones: Dana Teboe
- Guitarras y bajos: Juan R. Márquez
- Percusión: Nelson (Flax) Padrón
- Cuerdas: Miami Symphonic Strings
- Concertino: Alfredo Oliva
- Coros: Corinne Oviedo, Mirtha Hinz, Laura Pifferrer

### Personal de grabación y posproducción
- Todas las canciones compuestas por José Luis Perales
- Editorial: Ediciones TOM MUSIC S.L.
- Compañía discográfica: Sony Music International (bajo el sello Columbia Records), A&R Development, Nueva York, Estados Unidos
- Director de producción: Manny Benito
- Voz de José Luis Perales grabada en Eurosonic (Madrid) por Juan Vinader (Asistente David Núñez)
- Puesta de voz: Manny Benito
- Copia maestra: Mike Fuller
- Estudio de realización de la copia maestra: Fullersound; Miami, Estados Unidos
- Fotografías: Alejandro Cabrera
- Diseño gráfico: Mario Houben
- Estudio fotográfico: Interphoto Productions; Miami, Estados Unidos

Quédate conmigo
- Estudio de grabación de bases: Heatwave Studios; Miami, Estados Unidos
- Ingeniero de sonido para la grabación de bases: Frank Miret
- Grabación de cuerdas: Criteria Studios; Miami, Estados Unidos
- Ingeniero de sonido para la grabación de cuerdas: Joel Numa
- Asistentes de grabación de bases: Luly Deya y Christine Tramantano

### Créditos y personal
- «DISCOGRAFÍA - QUÉDATE CONMIGO». joseluisperales.net. 2012. Archivado desde el original el 26 de abril de 2012. Consultado el 15 de enero de 2013.

- Datos: Q16623832